# Christian Berlin
Christian Berlin (* 23. September 1971) ist ein ehemaliger deutscher Eishockeytorwart, der unter anderem für den Herner EV, Iserlohner EC und EC Devils Königsborn in der zweithöchsten deutschen Spielklasse aktiv war.

## Karriere
Christian Berlin verbrachte den Großteil seiner Karriere beim Herner EV, dessen erster Mannschaft er ab den späten 1980er Jahren angehörte. Mit dem Team stieg er im Jahr 1990 in die Regionalliga auf und in der Spielzeit 1990/91 gelang der direkte Durchmarsch in die Oberliga. Auch nachdem sich der Verein im Jahr 1994 für die direkt unterhalb der neu geschaffenen Deutschen Eishockey Liga angeordneten 1. Liga qualifiziert hatte, blieb er dem Klub erhalten. Kurz nach Beginn der Saison 1995/96 wechselte Berlin zum Liga-Konkurrenten Iserlohner EC, der mit seiner Verpflichtung auf den verletzungsbedingten Ausfall von Christof Grünthal reagierten.
Nachdem er die Spielzeit 1996/97 beim EC Devils Königsborn verbracht hatte, beendete Berlin seine Profikarriere, kehrte in den folgenden Jahren bei seinem Heimatverein, der inzwischen in unteren Ligen antrat, aber noch einige Male aufs Eis zurück. Beim Herner EV war er zudem als Torwarttrainer im Nachwuchsbereich tätig.

## Erfolge und Auszeichnungen
- 1990 Aufstieg in die Regionalliga mit dem Herner EV
- 1991 Aufstieg in die Oberliga mit dem Herner EV

## Karrierestatistik
(Legende zur Torhüterstatistik: GP oder Sp = Spiele insgesamt; W oder S = Siege; L oder N = Niederlagen; T oder U oder OT = Unentschieden oder Overtime- bzw. Shootout-Niederlage; Min. = Minuten; SOG oder SaT = Schüsse aufs Tor; GA oder GT = Gegentore; SO = Shutouts; GAA oder GTS = Gegentorschnitt; Sv% oder SVS% = Fangquote; EN = Empty Net Goal; 1 Play-downs/Relegation; Kursiv: Statistik nicht vollständig)